# Patrica
Patrica és un comune (municipi) de la província de Frosinone, a la regió italiana del Laci, situat a uns 70 km al sud-est de Roma i a uns 10 km al sud-oest de Frosinone.
Patrica limita amb els municipis de Ceccano, Frosinone, Giuliano di Roma i Supino.
L'1 de gener de 2019 tenia 3.151 habitants.